# Biografia

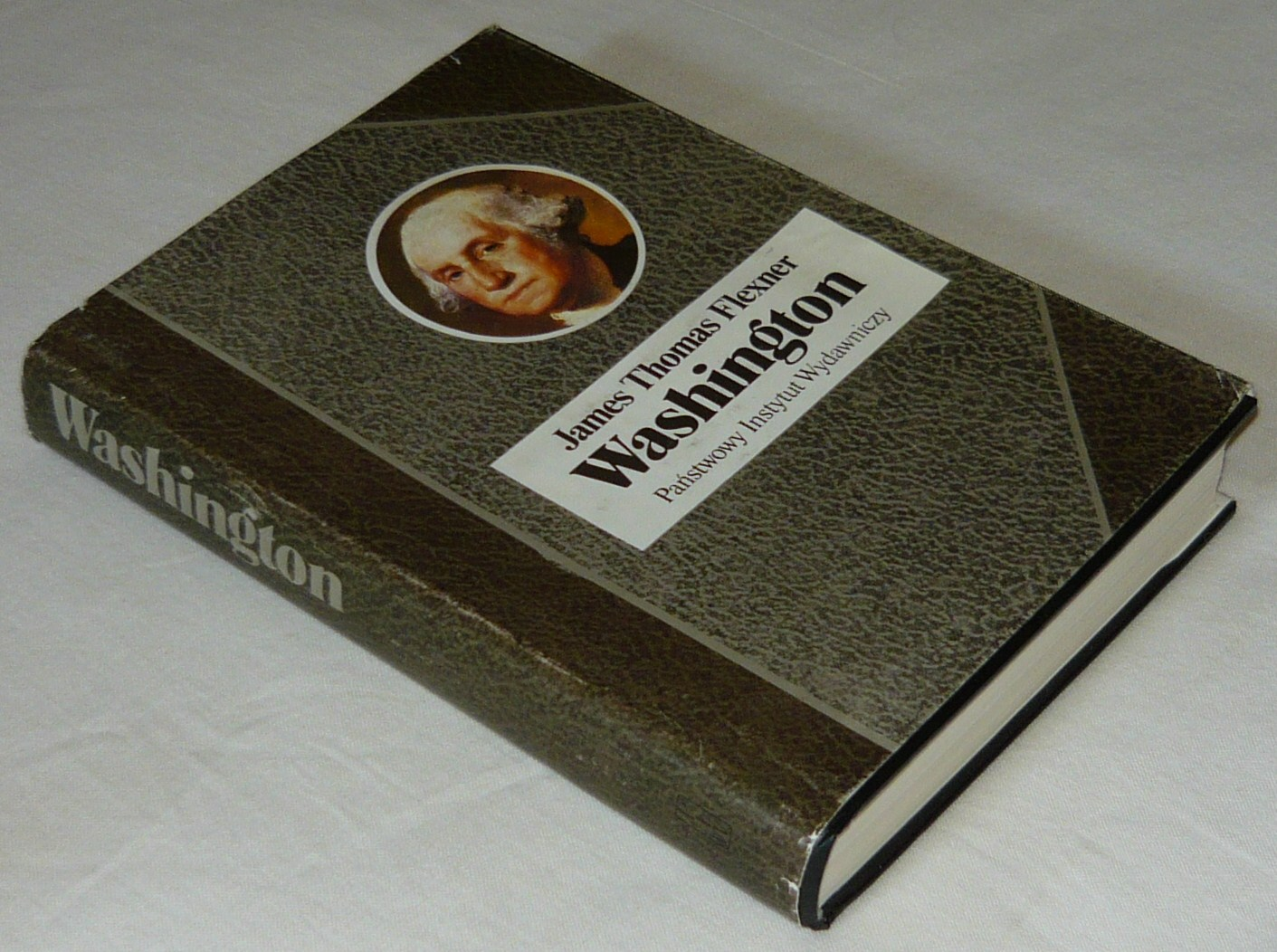
Biografia Jerzego Waszyngtona z serii „Biografie Sławnych Ludzi”

Biografia (gr. bíos – 'życie' i gráphō – 'piszę') – opis życia postaci autentycznej, który może mieć charakter naukowy, literacki lub popularyzatorski. Gatunek wykształcił się w starożytności.
Biografia może mieć postać opracowania naukowego lub popularnonaukowego, jednak może przyjąć również formę literacką w postaci powieści biograficznej – m.in. w przypadku braku dostępności wystarczającej ilości informacji bezpośrednio na temat danej osoby, w celu dokonania jej analizy psychologicznej lub przedstawienia jej wpływu na życie epoki. Wykorzystywane są wtedy wiadomości na temat osób podobnych oraz ogólne informacje z czasów i miejsc powiązanych z opisywaną osobą. Taką formą biografii może być wtedy również film – w zależności od stopnia wierności będący filmem dokumentalnym lub fabularyzowanym.
Specyficzną formą biografii jest autobiografia, w której autor sam opisuje wydarzenia z własnego życia lub opowiada o nich osobie opisującej jego wspomnienia.
W przypadku biografii o znaczących walorach poznawczych, jej autora można tytułować biografem danej postaci.
Podanie zbioru dat i wydarzeń dotyczących bezpośrednio danej postaci jest biogramem lub życiorysem. Biografia jest w stosunku do życiorysu wzbogacona o elementy analityczne, krytyczne i podsumowujące.
W języku polskim znaczące biografie stworzyli: Jan Parandowski, Mieczysław Jastrun, Stanisław Cat-Mackiewicz, Jeremi Wasiutyński, Kazimierz Wierzyński, Andrzej Drawicz i Artur Domosławski.